# FA Cup 1874/75

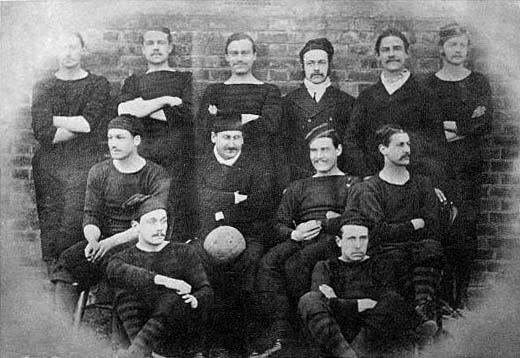
Spieler der Royal Engineers in der Pokalsaison 1874/75. Von links nach rechts (stehend): Mulholland, Onslow, Stafford, Rawson, Mein, Wingfield; (mittig): Ruck, Merriman, Tailyour, Donop; (unten): Sim, Jones.

Der FA Cup 1874/75 war die vierte Austragung des The Football Association Challenge Cup (meist als FA Cup bekannt). Die Pokalsaison begann mit 29 Vereinen, wurde letztlich jedoch nur von 25 Vereinen real ausgespielt. Als Titelverteidiger scheiterte der Oxford University AFC bereits im Halbfinale.
Der Pokalwettbewerb startete am 10. Oktober 1874 mit der Ersten Runde und endete mit den beiden Finalspielen im Kennington Oval in London am 13. März und 16. März 1875 vor Kulissen von zunächst etwa 2.000 und später 3.000 Zuschauern. Der Sieger des Wettbewerbes wurden erstmals die Royal Engineers, die nach zuvor zwei Finalniederlagen den Wettbewerb erstmals gewannen. Unterlegener Finalist waren die Old Etonians.

## Wettbewerb

### Erste Runde
| Datum             |                          | Ergebnis |                 |
| ----------------- | ------------------------ | -------- | --------------- |
| 10. Oktober 1874  | FC South Nordwood        | 1:3      | FC Pilgrims     |
| 24. Oktober 1874  | Upton Park FC            | 0:3      | Barnes FC       |
| 31. Oktober 1874  | Oxford University AFC    | 6:0      | FC Brondesbury  |
| 31. Oktober 1874  | Wanderers FC             | 16:0     | FC Farningham   |
| 31. Oktober 1874  | Woodford Wells           | 1:0      | FC High Wycombe |
| 5. November 1874  | Old Etonians             | 0:0      | FC Swifts       |
| 7. November 1874  | Clapham Rovers           | 3:0      | Panthers FC     |
| 7. November 1874  | Royal Engineers AFC      | 3:0      | FC Marlow       |
| 14. November 1874 | Cambridge University AFC | 0:0      | Crystal Palace  |
| 14. November 1874 | Hitchin FC               | 0:1      | FC Maidenhead   |
| 14. November 1874 | FC Southall              | 0:0      | FC Leyton       |
| nicht ausgetragen | Civil Service FC         |          | Harrow Chequers |
| nicht ausgetragen | Shropshire Wanderers     |          | FC Sheffield    |
| nicht ausgetragen | Windsor Home Park        |          | FC Uxbridge     |
| Freilos           | Reigate Priory           |          |                 |

#### Wiederholungsspiele
| Datum             |                          | Ergebnis |                |
| ----------------- | ------------------------ | -------- | -------------- |
| 14. November 1874 | FC Swifts                | 1:1      | Old Etonians   |
| 21. November 1874 | Cambridge University AFC | 2:1      | Crystal Palace |
| 26. November 1874 | Old Etonians             | 3:0      | FC Swifts      |
| 28. November 1874 | FC Leyton                | 0:5      | FC Southall    |

### Zweite Runde
| Datum             |                       | Ergebnis |                          |
| ----------------- | --------------------- | -------- | ------------------------ |
| 21. November 1874 | Wanderers FC          | 5:0      | Barnes FC                |
| 5. Dezember 1874  | Clapham Rovers        | 2:0      | FC Pilgrims              |
| 5. Dezember 1874  | FC Maidenhead         | 2:1      | Reigate Priory           |
| 5. Dezember 1874  | Royal Engineers AFC   | 5:0      | Cambridge University AFC |
| 5. Dezember 1874  | Woodford Wells        | 3:0      | FC Southall              |
| 12. Dezember 1874 | Civil Service FC      | 1:1      | Shropshire Wanderers     |
| nicht ausgetragen | Oxford University AFC |          | Windsor Home Park        |
| Freilos           | Old Etonians          |          |                          |

#### Wiederholungsspiele
| Datum             |                      | Ergebnis |                  |
| ----------------- | -------------------- | -------- | ---------------- |
| nicht ausgetragen | Shropshire Wanderers |          | Civil Service FC |

### Dritte Runde
| Datum           |                      | Ergebnis |                       |
| --------------- | -------------------- | -------- | --------------------- |
| 23. Januar 1875 | Old Etonians         | 1:0      | FC Maidenhead         |
| 23. Januar 1875 | Shropshire Wanderers | 1:1      | Woodford Wells        |
| 30. Januar 1875 | Royal Engineers AFC  | 3:2      | Clapham Rovers        |
| 30. Januar 1875 | Wanderers FC         | 1:2      | Oxford University AFC |

#### Wiederholungsspiel
| Datum           |                | Ergebnis |                      |
| --------------- | -------------- | -------- | -------------------- |
| 6. Februar 1875 | Woodford Wells | 0:2      | Shropshire Wanderers |

### Halbfinale
Die ersten Spiele wurden am 27. Februar 1875 und das Wiederholungsspiel am 5. März 1875 ausgetragen.
|                     | Ergebnis |                       | Ort                     |
| ------------------- | -------- | --------------------- | ----------------------- |
| Old Etonians        | 1:0      | Shropshire Wanderers  | Kennington Oval, London |
| Royal Engineers AFC | 1:1      | Oxford University AFC | Kennington Oval, London |

#### Wiederholungsspiel
| Datum        |                     | Ergebnis |                       |
| ------------ | ------------------- | -------- | --------------------- |
| 5. März 1875 | Royal Engineers AFC | 1:0      | Oxford University AFC |

### Finale
| Royal Engineers AFC                                | Royal Engineers AFC | Old Etonians | Old Etonians |
| -------------------------------------------------- | --- | --- | ------------ |
| Royal Engineers AFC                                | \| Finale \| \| Samstag, 13. März 1875 in London (Kennington Oval) \| \| Ergebnis: 1:1 n. V. (1:1, 0:0) \| \| Zuschauer: 2.000 \| \| Schiedsrichter: Charles William Alcock \| \| Spielbericht \|                                                                                         | \| Finale \| \| Samstag, 13. März 1875 in London (Kennington Oval) \| \| Ergebnis: 1:1 n. V. (1:1, 0:0) \| \| Zuschauer: 2.000 \| \| Schiedsrichter: Charles William Alcock \| \| Spielbericht \|      | Old Etonians |
| Royal Engineers AFC                                | Captain William Merriman – Lieut. George Hamilton Sim, Lieut. Gerald Onslow, Lieut. Richard Ruck – Lieut. Pelham von Donop, Lieut. Charles Wood, Lieut. Herbert Rawson, Lieut. William FH Stafford, Captain Henry Renny-Tailyour, Lieut. Alexander Mein, Lieut. Cecil Wingfield-Stratford | Charles Farmer – Francis Wilson, Albert Meysey-Thompson, Edgar Lubbock – Robin Benson, William Kenyon-Slaney, Frederick Patton, Alexander Bonsor, Cuthbert Ottaway, Arthur Kinnaird, Sir James Stronge | Old Etonians |
| Royal Engineers AFC                                | 1:1 Henry Renny-Tailyour (40.) | 0:1 Alexander Bonsor (30.) | Old Etonians |
| Finale                                             | | |              |
| Samstag, 13. März 1875 in London (Kennington Oval) | | |              |
| Ergebnis: 1:1 n. V. (1:1, 0:0)                     | | |              |
| Zuschauer: 2.000                                   | | |              |
| Schiedsrichter: Charles William Alcock             | | |              |
| Spielbericht                                       | | |              |

| Royal Engineers AFC                                 | Royal Engineers AFC | Old Etonians | Old Etonians |
| --------------------------------------------------- | --- | --- | ------------ |
| Royal Engineers AFC                                 | \| Finale (Wiederholungsspiel) \| \| Dienstag, 16. März 1875 in London (Kennington Oval) \| \| Ergebnis: 2:0 (1:0) \| \| Zuschauer: 3.000 \| \| Schiedsrichter: Charles William Alcock \| \| Spielbericht \|                                                                              | \| Finale (Wiederholungsspiel) \| \| Dienstag, 16. März 1875 in London (Kennington Oval) \| \| Ergebnis: 2:0 (1:0) \| \| Zuschauer: 3.000 \| \| Schiedsrichter: Charles William Alcock \| \| Spielbericht \| | Old Etonians |
| Royal Engineers AFC                                 | Captain William Merriman – Lieut. George Hamilton Sim, Lieut. Gerald Onslow, Lieut. Richard Ruck – Lieut. Pelham von Donop, Lieut. Charles Wood, Lieut. Herbert Rawson, Lieut. William FH Stafford, Captain Henry Renny-Tailyour, Lieut. Alexander Mein, Lieut. Cecil Wingfield-Stratford | Captain Edward Drummond-Moray – Matt Farrer, Edgar Lubbock, Francis Wilson – Thomas Hamond, Alfred Lubbock, Frederick Patton, Alexander Bonsor, Charles Farmer, Arthur Kinnaird, Sir James Stronge           | Old Etonians |
| Royal Engineers AFC                                 | 1:0 Henry Renny-Tailyour (15.) 2:0 Henry Renny-Tailyour (75.) | | Old Etonians |
| Finale (Wiederholungsspiel)                         | | |              |
| Dienstag, 16. März 1875 in London (Kennington Oval) | | |              |
| Ergebnis: 2:0 (1:0)                                 | | |              |
| Zuschauer: 3.000                                    | | |              |
| Schiedsrichter: Charles William Alcock              | | |              |
| Spielbericht                                        | | |              |